# Kaavere (Põltsamaa)
Kaavere – wieś w Estonii, w prowincji Jõgeva, w gminie Põltsamaa.